# Phlox (Star Trek)
El doctor Phlox es un personaje de la serie de ciencia ficción Star Trek: Enterprise interpretado por John Billingsley. Phlox es un denobulano que es el Oficial médico en la nave Enterprise (NX-01).
El dr. Phlox es una persona agradable que siempre mira el lado bueno de las cosas y quiere ser amigos de todos, es muy curioso y siempre quiere aprender, esa curiosidad junto con la gran capacidad de aprendizaje que tiene ha supuesto que sea doctorado en muchas de las ramas de la medicina: 6 títulos de interespecies veterinarias, Odontología, Hematología, Botánica, Psicología… y de muchas especies. Como todos los denobulanos el doctor Phlox casi no duerme (exceptuando la semana de hibernación) por lo que está trabajando gran parte del día. Tiene una gran cantidad de animales en la enfermería, los cuales utiliza para curar al personal de la tripulación.